# 1st Rockbridge Artillery
Pour les articles homonymes, voir Rockbridge.
Première artillerie de Rockbrige
Le 1st Rockbridge Artillery (première batterie d'artillerie de Rockbridge) est une batterie d'artillerie légère de l'armée des États confédérés pendant la guerre de Sécession.
Le 1st Rockbridge Artillery est organisé dans le cadre de la brigade de Stonewall à la fin d'avril 1861 à Lexington, en Virginie, avec des hommes du comté de Rockbridge. La batterie combat lors de la première bataille de Bull Run, en soutenant la brigade dans sa défense de Henry House Hill (en) , le 21 juillet. La batterie fournit un soutien de l'artillerie à la brigade lors de la première bataille de Kernstown, la bataille de Port Republic, la bataille de Malvern Hill, la deuxième bataille de Bull Run, et la bataille d'Antietam. En octobre 1862, le 1st Rockbridge Artillery est détaché de la brigade, et à partir de ce moment de la guerre fait partie des bataillons du corps de l'artillerie. La batterie combat lors de la bataille de Fredericksburg, la bataille de Chancellorsville, la bataille de Gettysburg, la bataille de Spotsylvania Court House, et le siège de Petersburg. Après l'abandon de Petersburg par la Confédération, le 1st Rockbridge Artillery se joint à la retraite et se rend à Appomattox Court House, le 9 avril 1865,.

## Histoire

### Formation
Les soixante-dix hommes du 1st Rockbridge Artillery sont organisés en avril 1861 par le professeur du VMI John McCausland (en). William N. Pendleton prend le commandement de la batterie à la fin d'avril après le transfert de McCausland au commandement d'une autre unité. La batterie est initialement équipée de deux canons de 6 livres du VMI et de deux canons de Richmond. Pendleton nomme les quatre premières canons « Matthieu », « Marc », « Luc », et « Jean », d'après les apôtres. Le 11 mai, la batterie part pour Harpers Ferry, où elle rejoint la brigade de Virginie de Thomas J. Jackson, qui sera appelée plus tard la brigade Stonewall.

### Première bataille de Bull Run
Le 18 juillet, la batterie est déplacée vers l'est avec la brigade Stonewall pour faire le lien avec les troupes du général confédéré P. G. T. Beauregard à Manassas Junction. Le 21 juillet, lors de la première bataille de Bull Run, la batterie de Pendleton est parmi les batteries confédérées qui défendent la position de la clé de la bataille, Henry House Hill (en). La batterie est visitée par le président confédéré Jefferson Davis, qui est venu à Manassas pour regarder la bataille, lors de la retraite de l'Union. Dans la suite de la bataille, la batterie reçoit un canon de l'Union capturé.